# Lesznowola (powiat grójecki)
Lesznowola – wieś sołecka w Polsce położona w województwie mazowieckim, w powiecie grójeckim, w gminie Grójec. Leży nad Jeziorką dopływem Wisły.
Wieś szlachecka Leśna Wola położona była w drugiej połowie XVI wieku w powiecie tarczyńskim ziemi warszawskiej województwa mazowieckiego. W latach 1954–1972 wieś należała i była siedzibą władz gromady Lesznowola. W latach 1975–1998 miejscowość należała administracyjnie do województwa radomskiego.
Lesznowola liczy około 750 mieszkańców. Znajduje się tu kilka zabytków, m.in.: Stary Dwór zbudowany w drugiej poł. XIX w. dla Bagniewskich w rozległym parku krajobrazowym z drugiej poł. XVIII w, czy kapliczki przedwojenne.
Znajdują się tutaj także:
- kościół pod wezwaniem bł. o. Honorata Koźmińskiego
- Publiczna Szkoła Podstawowa
- Klub Przedszkolaka "Zacisze"
- Dom Pomocy Społecznej "Pod Topolami"
- strzeżony ośrodek dla cudzoziemców

W 1998 roku na mocy dekretu kardynała Józefa Glempa wydzielono z parafii Worów i erygowano w Lesznowoli samodzielną parafię rzymskokatolicką pod wezwaniem bł. Honorata Koźmińskiego. Parafia należy do dekanatu grójeckiego, archidiecezji warszawskiej.
Na południe od wsi znajduje się dawny przystanek kolejowy Lesznowola na linii Kolei Grójeckiej, który od 1914 do 1991 roku obsługiwał rozkładowy ruch pasażerski.

## Linki zewnętrzne

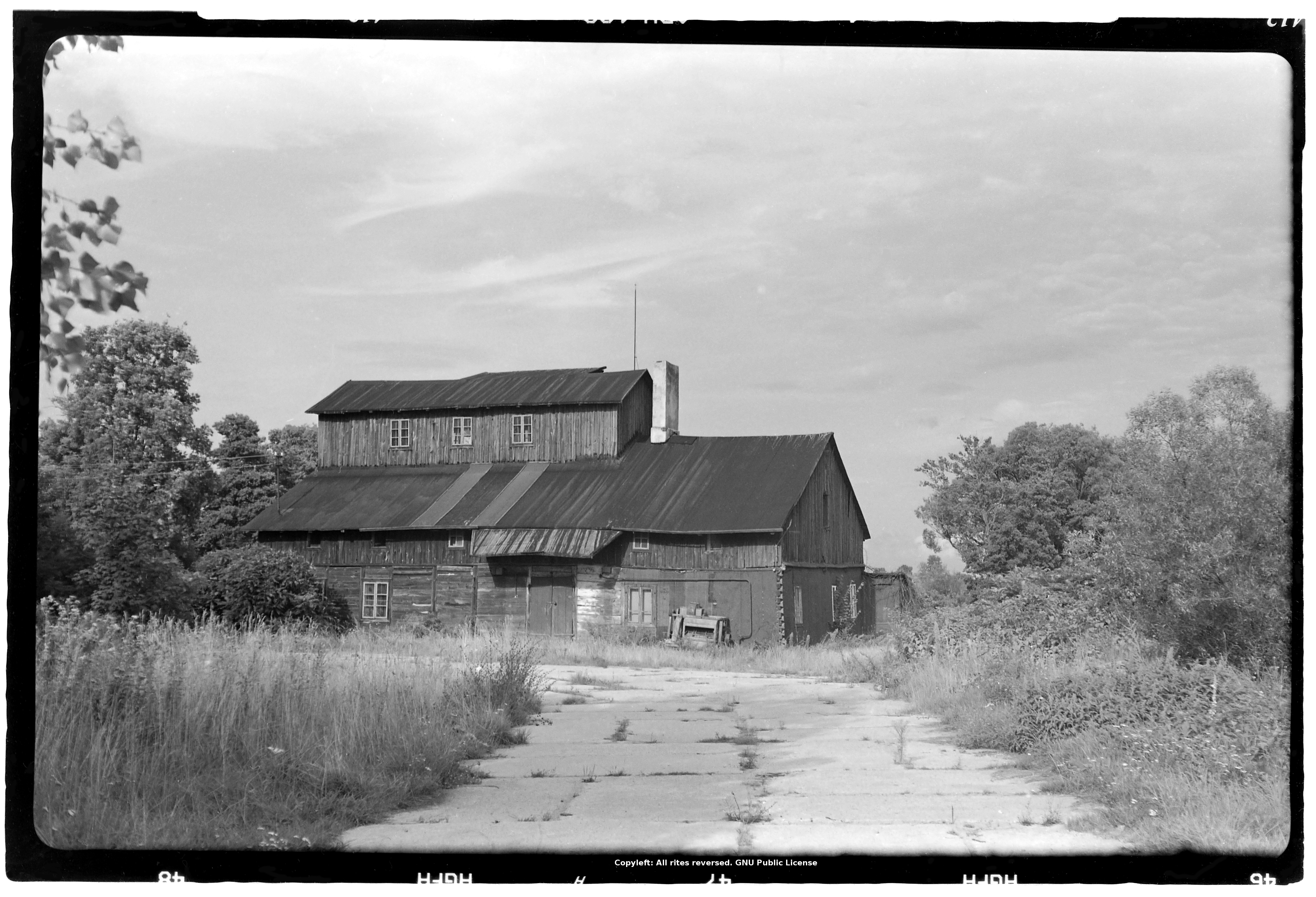
Młyn w Lesznowoli (uległ zniszczeniu w wyniku pożaru)